# ترور (فیلم ۱۳۷۶)
ترور فیلمی به کارگردانی  و نویسندگی حسن کاربخش ساختهٔ سال ۱۳۷۶ است.

## بازیگران
- بدیع ابوشقرا
- هدی عجیل
- محمد ترک
- رائف فتونی
- کمال ابوشقرا
- حسین المقداد
- سعد سلوم
- فاطمه دقیق
- سوزان موسی
- قسان حیدر
- علی حیدر
- حسین شاکرون
- زینا سبا
- رامی حاضر
- راینا مروه
- ریاف غانم
- غدا الفتا
- محمد الصیاد
- ضیاء منصور
- عادل سرحان
- ابراهیم حسن
- محمد فاعور
- باسم دقیق
- مصطفی یاسین
- اسماعیل عابدالوهاب
- ساره عطوی
- محمدرضا ایرانمنش
- حسن عباسی
- سیدجواد هاشمی